# 眉原煙管蝸
惠蓀煙管蝸牛（学名：Hemiphaedusa baibaraensis），又名
眉原煙管蝸，为煙管蝸牛科臺灣紡錘煙管蝸牛屬下的一个种。
本物種過往在臺灣物種名錄出現重覆紀錄，已於2014年修正。

## 外部連結
- 維基物種上的相關：惠蓀煙管蝸牛